# 1603
سنة 1603 كانت سنة بسيطة تبدأ يوم الأربعاء (الرابط يظهر نموذج التقويم الكامل للسنة) من التقويم اليولياني.

## أحداث
- تأسيس مدينة باراماريبو وتقع حاليا في سورينام.
- تأسيس مدينة طوكيو وتقع حاليا في اليابان.
- نهاية حرب التسع سنوات في 1603 والتي بدأت في 1594.

## مواليد
- أبل تاسمان

## وفيات
- محمد الثالث العثماني